# Project Silence
Project Silence (en hangul, 탈출: 프로젝트 사일런스; en hanja, 脫出: 프로젝트 사일런스; romanización revisada, Talchul: Peulojegteu Sailleonseu; literalmente, «Escape: proyecto Silencio») es una película surcoreana dirigida por Kim Tae-gon y protagonizada por Lee Sun-kyun, Ju Ji-hoon y Kim Hee-won. Se estrenó en el 76.º Festival de Cannes el 21 de mayo de 2023, y en los cines de Corea del Sur el 12 de julio de 2024.

## Sinopsis
Cuando Cha Jeong-won y su hija Kyeong-min van al aeropuerto internacional de Incheon, una espesa niebla provoca un enorme choque en cadena en el puente de Incheon. Se encuentran atrapados junto con otras personas heridas, pero entonces las cosas empeoran. Mientras el puente amenaza con colapsar, una jauría de terroríficos perros experimentales militares del proyecto Silencio, que estaban siendo transportados en secreto, quedan liberados, y empiezan a atacar indiscriminadamente a todos los supervivientes. Cha Jeong-won, su hija, un reparador que vino a ayudar y el resto de supervivientes tendrán que pasar la noche en un puente  sin salida y extremadamente peligroso.

## Reparto

### Principal
- Lee Sun-kyun como Cha Jung-Won, un asistente presidencial.[2][3]
- Ju Ji-hoon como Joe Park, un conductor de grúa.[2][4][5]
- Kim Hee-won como el Doctor Yang, el investigador principal del proyecto Silencio.[6]

### Secundario
- Moon Sung-keun como Byeong-hak, el anciano marido de Soon-ok.[6]
- Ye Soo-jung como Soon-ok, la esposa de Byeong-hak.[6]
- Park Hee-von como Mi-ran, la hermana mayor de Yoo-ra.[6]
- Park Ju-hyun como Yoo-ra, una golfista profesional.[7]
- Kim Tae-woo como Jung Hyun-baek.[6]
- Kim Su-an como Cha Kyung-min.[6]
- Ha Do-kwon como el capitán Kang.
- Jang Gwang como el ministro de Defensa Nacional.
- Choi Jeong-woo como el jefe de Gabinete.
- Ko Seong-hwan como un conductor de autobús.
- Song Yoo-hyun como la madre de Gyeong-min.[8]
- Kwak Jin-seok como el jefe de las fuerzas especiales.
- Lee Sang-won como el teniente Lee.
- Lim Yong-soon como el jefe del Servicio Nacional de Inteligencia.

### Apariciones especiales
- Park Ho-san como comandante de inteligencia.

## Producción
La película es una producción de Blaad Studio para CJ ENM, que corrió con la inversión y la distribución. El presupuesto fue de 18 500 millones de wones; en él incidieron los costes de construcción de los decorados, en particular la carretera y el puente, así como los efectos especiales, que estuvieron a cargo de Dexter Studio. Para realizarlos, esta compañía firmó en octubre de 2020 un acuerdo con la productora por un valor de 4400 millones de wones. Por lo que concierne al escenario, se construyeron 200 metros de carretera en la terminal de contenedores de Gwangyang, y allí se rodó la colisión de unos cien vehículos. Se estimaba que para amortizar los gastos serían necesarios unos cuatro millones de espectadores.
El productor Kim Tae-gon fue el director de los dos filmes Along with the Gods (2017 y 2018), en tanto que Kim Tae-goo dirigió en 2016 Familyhood. En el equipo de producción aparecen el director de fotografía Hong Kyung-pyo, de Parásitos y Broker, el guionista Park Joo-seok de Train to Busan y Hwayi: A Monster Boy, el director de artes marciales Lee Geon-moon de Deliver Us from Evil, y Han A-reum de Boksoon debe morir y Kingmaker.
Project SIlence es, junto con Land of Happiness, la película póstuma de Lee Sun-kyun, fallecido el 27 de diciembre de 2023 mientras estaba bajo investigación por sospecha de consumo de drogas. Ambas se estrenarían con un mes de diferencia, el 12 de julio y el 14 de agosto de 2024 respectivamente. A Joo Ji-hoon se le ofreció el papel antes de febrero de 2020; el 14 de ese mes su agencia anunció que estaba considerando aceptarlo.
El rodaje comenzó en octubre de 2020 y concluyó el 11 de febrero de 2021. La producción se presentó en un pase previo para la prensa en el centro comercial CGV Yongsan I'Park ubicado en Yongsan, Seúl, el 8 de julio de 2024. Asistieron el director Kim Tae-gon, y los actores Ju Ji-hoon, Kim Hee-won, Park Hee-bon y Kim Su-an, que recordaron al fallecido Lee Sun-kyun.

## Estreno y recepción
La película se estrenó fuera de concurso en la sección Midnight Screenings del 76.º Festival de Cannes, el 21 de mayo de 2023, y estaba previsto que lo hiciera en su país en el mismo año. Sin embargo, recibió entonces duras críticas, tras lo cual pasó por un año de posproducción durante el que se redujo su metraje a 96 minutos, de los 101 iniciales con lo que se había presentado en Cannes.
En Corea del Sur se estrenó el 12 de julio de 2024, en 1078 salas. El primer día superó los cien mil espectadores. Al final, vendió 687 920 entradas, para una taquilla del equivalente en wones de 4 995 839 dólares, quedando por este concepto al 12 de septiembre de 2024 en vigesimoctava posición entre las películas surcoreanas estrenadas en el año.
En Europa, fue invitada al Florence Korea Film Fest de 2024, donde se presentó en la sección principal, Orizzonti Coreani.
Entre los aspectos que los espectadores criticaron del filme se cuentan los efectos especiales de los perros militares, cuyos movimientos y expresiones faciales se sentían innaturales. También la desdibujada personalidad del protagonista en la primera parte causaba frustración, aunque se recuperaba en la segunda.

## Crítica
Jessica Kiang (Variety) describe Project Silence una producción «tonta pero funcional», una «espectacular película de acción lujosamente alocada», «de ninguna manera un clásico en el panteón del thriller de acción coreano, pero un recurso provisional lo suficientemente bueno para un domingo lluvioso».
Abhishek Srivastava (Times of India) le otorga tres estrellas sobre cinco, y escribe que «el tema de Project Silence es absurdo y tonto, pero si dejas de lado la lógica y las preocupaciones de la trama, la película es entretenida con su ritmo rápido y sus impresionantes efectos especiales. Combina varios géneros y cuenta su historia de manera eficiente en menos de cien minutos. Se disfruta mejor en la pantalla grande [...] Una vez que se presentan los personajes principales, la película avanza implacablemente sin pausas, culminando en un clímax tibio».